# Albert Eckhout

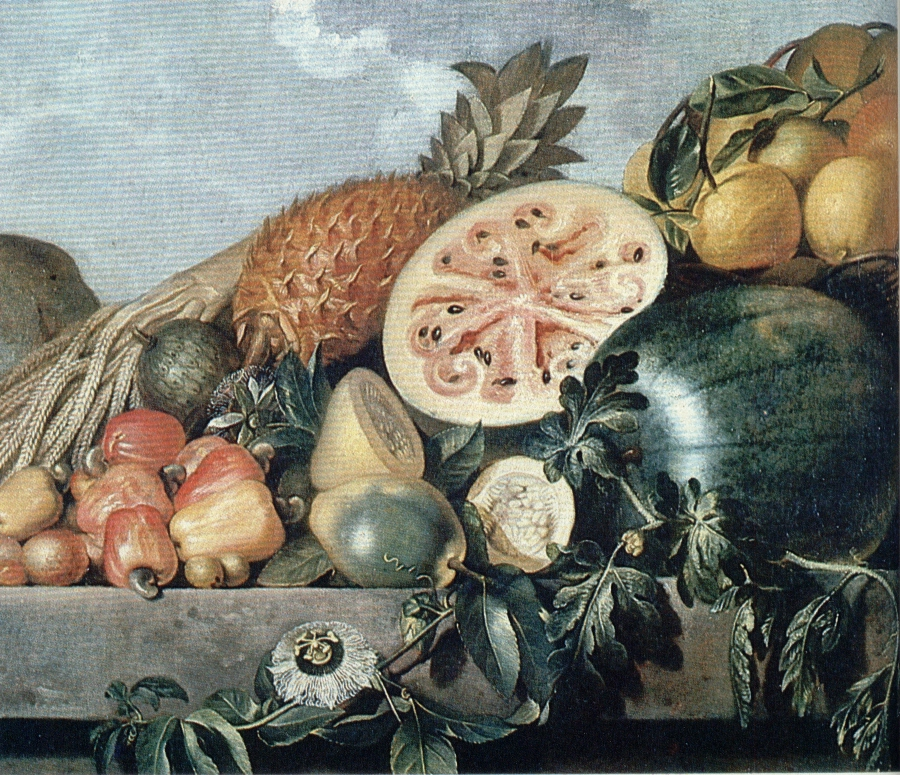
Braziliaans fruit met bewolkte achtergrond, ca. 1642, Nationalmuseet, Kopenhagen

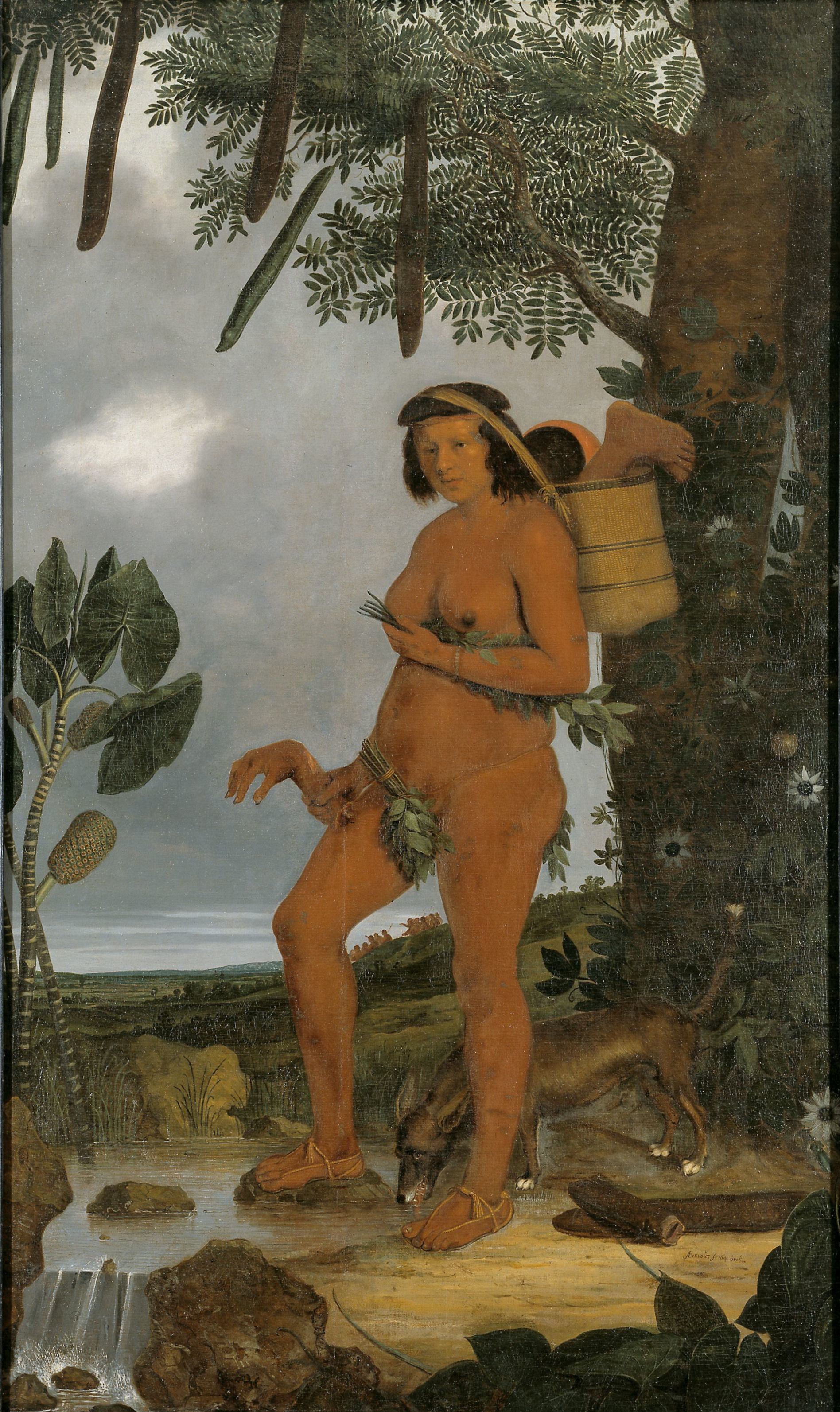
Tapuya vrouw met menselijke lichaamsdelen in haar hand, 1641, Nationalmuseet, Kopenhagen

Albert Eckhout (Groningen, circa 1607 - Groningen, circa 1665 of 1666) was een Nederlands portret- en stillevenschilder. Eckhout geldt als een van de eerste Europeanen die de bewoners van de Nieuwe Wereld vastlegde.
In 1636 reisde hij naar Nederlands-Brazilië op uitnodiging van gouverneur-generaal, graaf Johan Maurits van Nassau-Siegen. Daar schilderde hij portretten van de oorspronkelijke bevolking, totslaafgemaakten en een mulat. Daarnaast is hij beroemd om zijn serie stillevens met Braziliaans groente en fruit en exotische dieren, die voorkwamen in de menagerie van de graaf in Mauritsstad. De schilderijen waren bestemd voor het grafelijk paleis, genaamd "Vrijburg", maar sierden later het Mauritshuis in Den Haag.

## Nederlands Brazilië

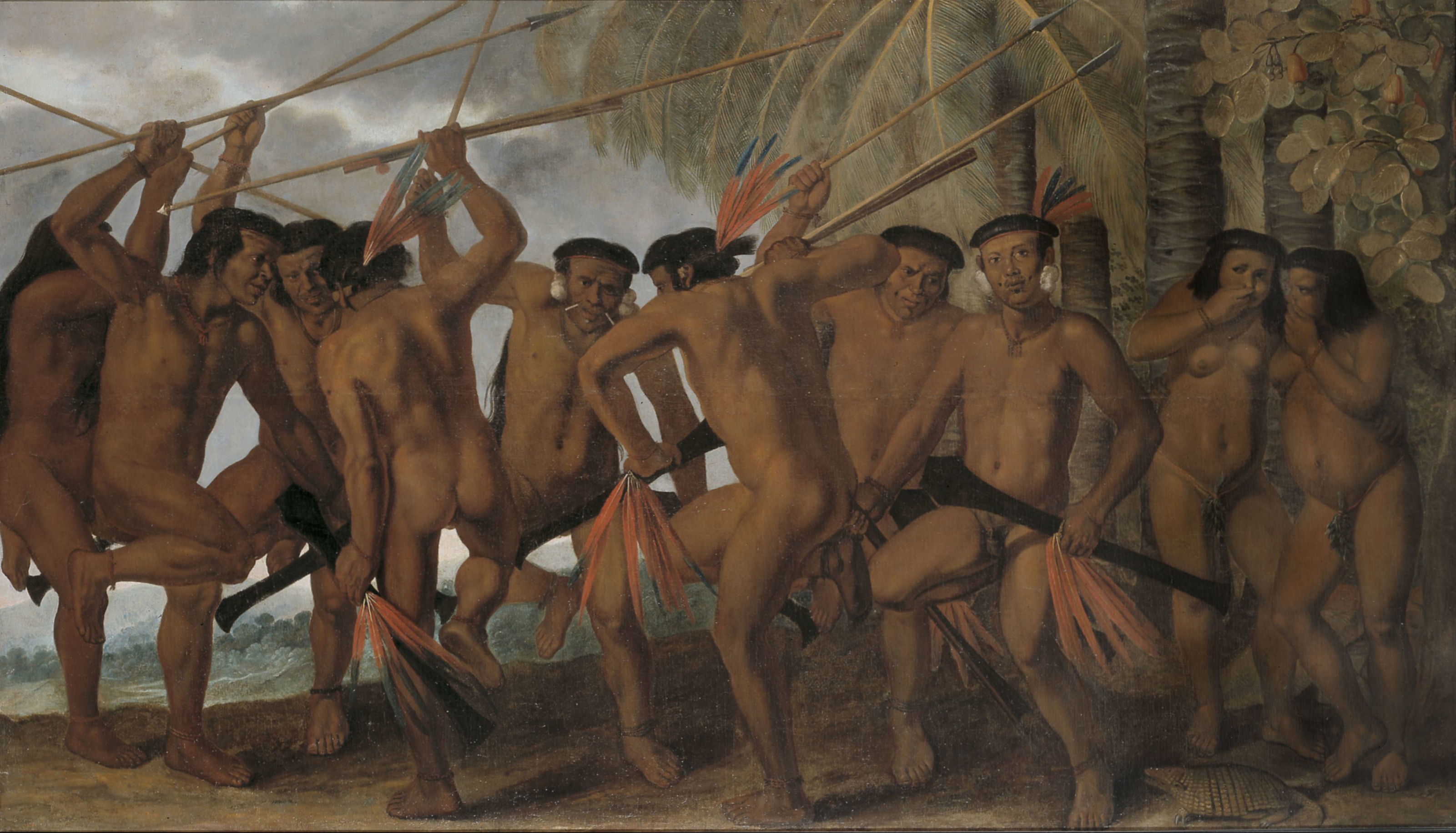
De dans van de Tapuya, ca. 1642, Nationalmuseet, Kopenhagen

Behalve de arts Willem Piso en de astronoom Georg Markgraf nam Johan Maurits ook de schilder Frans Post mee naar Brazilië. Eckhout richtte zich op de mensen, dieren en planten. Dat leverde acht levensgrote voorstellingen van inwoners van Brazilië op, twaalf stillevens en een groot doek met dansende indianen.
Eckhout keerde in 1644 terug naar Europa. Hij woonde in Groningen en Amersfoort. Barlaeus en Willem Piso maakten gebruik van de illustraties van Van Eckhout voor hun beschrijving van Brazilië, de Historia Naturalis Brasiliae. Van 1653 tot 1663 was Eckhout actief in Dresden en werkte voor Johan George II van Saksen. In 1664 verhuisde hij naar Groningen.
Nadat de Nederlanders de kolonie hadden opgegeven werd het grootste deel van het oeuvre van Eckhout door Johan Maurits van Nassau-Siegen weggeschonken aan zijn neef, de Deense koning Frederik III, waar hij aan het eind van zijn leven spijt van kreeg.
Vierentwintig werken bevinden zich in het Nationaal Museum van Kopenhagen, 700 tekeningen in Krakau, een aantal decoraties in het Museum Flehite in Amersfoort. Sommige van zijn schilderijen hebben als voorbeeld gediend voor gobelins.

## Portretten

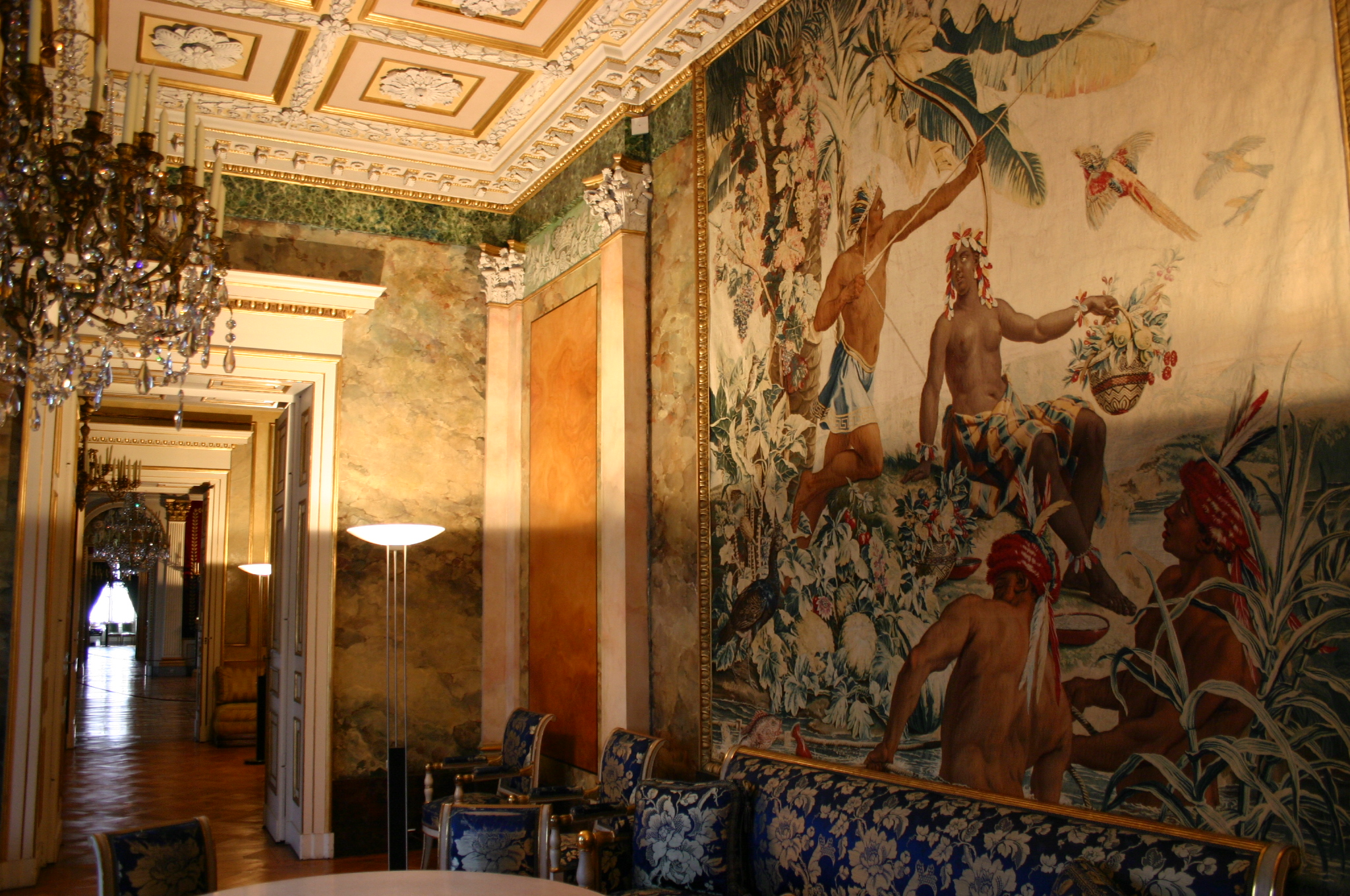
Wandtapijt naar schilderij van Albert Eckhout, slot Ehrenburg (Coburg)

Terwijl Post zich toelegde op de vervaardiging van landkaarten, het vastleggen van de fortificaties en landschappen, maakte Eckhout afbeeldingen van de inwoners en stillevens met exotische vruchten en groentes. Van zijn werk wordt gezegd dat dit het eerste realistische beeld geeft van de oorspronkelijke bevolking van Brazilië. De geportretteerden maakten deel uit van de Tupi en de Tupaya-stam. De Tupi's werden gezien als mensen die het dichtst bij de Europeanen stonden. Op de schilderijen zijn ze gekleed afgebeeld en poseren ze in een gecultiveerde omgeving. De dans van de Tupaya's laat daarentegen naakte "wilden" zien, omringd door wilde dieren. Deze weergave beantwoordde veel mee aan het beeld dat in Europa van de bewoners van Brazilië bestond, namelijk dat het kannibalen waren.

## Stillevens
De serie van twaalf stillevens van Eckhout is om verschillende redenen uniek. Ten eerste geven ze een beeld van de overvloedige opbrengst van Brazilië; ten tweede zijn het de enige stillevens die bekend zijn uit de zeventiende eeuw die een bewolkte hemel als achtergrond hebben.

## Bron
- Parker Brienen, R. (2006) Visions of Savage Paradise. Albert Eckhout, Court Painter in Colonial Dutch Brazil.